# Как Гринч украл Рождество (мюзикл)
«„Как Гринч украл Рождество!“ Доктора Сьюза: Мюзикл» (англ. Dr. Seuss’ How the Grinch Stole Christmas! The Musical), или просто «Как Гринч украл Рождество! Мюзикл» (англ. How the Grinch Stole Christmas! The Musical) — сезонная музыкальная адаптация 1957 года книги Доктора Сьюза книга «Как Гринч украл Рождество!».

## Производство

### Миннеаполис
Children's Theatre Company в Миннеаполисе впервые заказала спектакль Доктора Сьюза «Как Гринч украл Рождество» в 1994 году. В 2022 году спектакль был представлен Детской театральной труппой в десятыйраз.

### Сан Диего
Мюзикл был показан в театре Old Globe в Сан-Диего, где он шёл каждое Рождество с 1998 года. Постановкой Old Globe руководил Джек О’Брэйен. В эту версию вошли песни из телешоу, на музыку Альберта Хейга и слова Сьюза. Неизвестная тогда Ванесса Хадженс играла Синди Лу (с 1998 по 1999 год). В оригинальном составе также были Гай Пол в роли Гринча, Дон Ли Спаркс в роли Старого Макса и Расти Росс в роли Молодого Макса. Известные последующие Гринчи в Old Globe включают Джея Гёде, Стива Бланшара и Эндрю Полека. Известные актёры, сыгравшие Старого Макса, включают Кена Пейджа, Стива Гандерсона и Джона Трейси Игана.
К рождественскому сезону 2007 года к этой и последующей бродвейской постановке были добавлены три новые песни. Это песни «This Time of Year», «It’s the Thought That Counts» и «Fah Who Doraze» (которая была частью анимационного телевизионного спецвыпуска 1966 года).

### Бродвей
Мюзикл был перенесен на Бродвей компанией Running Subway. Эта версия со стихами Тимоти Мэйсона, оригинальной музыкой Мела Марвина, режиссёром Мэттом Огастом, созданная и задуманная Джеком О’Брэйеном. Бродвейская постановка дебютировала 8 ноября 2006 года в Foxwoods Theater (тогда театр назывался Hilton) в течение Рождественского сезона и закрылась 7 января 2007 года. Эта постановка примечательна тем, что была первой в мюзикле Бродвея, чтобы предложить 12 представлений в неделю. В первую неделю декабря 2006 года мюзикл возглавил кассовые сборы Бродвея, положив конец кассовой полосе мюзиклу «Злая», длившейся 100 недель.
Мюзикл начал свой второй ограниченный тираж в старом театре Джеймса 9 ноября 2007 года, когда Патрик Пейдж вернулся к главной роли и с Джоном Каллумом в роли Старого Макса. Первоначально планировалось, что шоу будет проходить непрерывно с 15 выступлениями в неделю до 6 января 2008 года, но шоу было остановлено до утреннего утренника 10 ноября в результате забастовки рабочих сцены на Бродвее 2007 года. Шоу осталось тёмным из-за неудачных переговоров. 19 ноября генеральный менеджер шоу Дэвид Ваггетт объявил, что Local One согласилась продолжить работу над шоу из-за уникальных контрактов с рабочими сцены шоу, но позже в тот же день владельцы театра Сент-Джеймс опубликовали заявление, что мюзикл не откроется до тех пор, пока не будет урегулирована забастовка, затрагивающая весь Бродвей. Продюсеры мюзикла обратились в суд и получили судебный запрет, позволяющий возобновить шоу 23 ноября. Всего за выходные дня благодарения (с 23 по 25 ноября) по мюзиклу было поставлено 11 спектаклей, что является необычным явлением для бродвейских шоу.

### 2008: тур по США
Тур с ограниченным участием проходил во время рождественского сезона 2008 года. Мюзикл начался на ипподроме в Балтиморе с 11 по 23 ноября, а затем был показан в Citi Performing Arts Center и Wang Theatre в Бостоне с 26 ноября по 28 декабря. Мэтт Огаст руководил шоу с Джоном ДеЛука в качестве оригинального хореографа и Бобом Ричардом в качестве сохореографа. В актёрский состав входили Стефан Карл Стефанссон (которого больше всего помнят по роли Робби Злобного в детском телесериале «Лентяево») в роли Гринча, Уолтер Чарльз в роли Старика. Макс и Эндрю Кинан-Болджер в роли молодого Макса.

### 2009: Лос-Анджелес
В 2009 году мюзикл был поставлен в театре Pantages в Голливуде, Калифорния и проходил с 10 ноября 2009 года по 27 декабря 2009 года. Кристофер Ллойд изначально подписался на роль Гринча, но позже отказался и был заменён Стефаном Карлом. Джон Ларрокетт исполнил роль Старого Макса, с Кейли Столлингс и Иссадорой Авой Тулалиан в роли Синди Лу и Джеймсом Ройсом в роли Молодого Макса.

### 2010—2015: Национальные туры по Северной Америке.
В 2010 году тур по Северной Америке проходил в городах Омаха, Хьюстон, Даллас, Темпе и Торонто. Стефан Карл выступал в роли Гринча, а Карли Тамер и Брук Линн Бойд попеременно исполняли роль Синди Лу.
В 2011 году турне играли в Провиденс, Питтсбург, Атланта, Сент-Луис и Сан-Франциско. Стефан Карл снова выступил в роли Гринча, с Бобом Лаудером в роли Старого Макса, Сетом Базакасом в роли Молодого Макса, Брансом Корнелиусом в роли Папы Кто, Сереной Брук в роли Мамы Кто и Брук Линн Бойд в роли Синди Лу.
В 2012 году постановка гастролировала по Северной Америке, играя в Блумингтон, Хартфорд, Ричмонд, Чикаго и Детройт, со Стефаном Карлом в роли Гринча.
В 2013 году постановка гастролировала по Северной Америке, играя в Цинциннати, Дарем, Рочестер, Буффало и Сан-Антонио со Стефаном Карлом в роли Гринча.
В 2014 году постановка гастролировала по Северной Америке с запланированными показами в Спрингфилд, Оклахома-Сити, Талса, Альбукерке, Солт-Лейк-Сити, Спокан, Сиэтл, Нью-Йорк, Чикаго, Коста-Меса и Денвер. Гринча сыграл Шулер Хенсли.
В 2015 году постановка гастролировала по Северной Америке с концертами в Вустер, Детройт, Аплтон, Колумбус , Джэксонвилл, Орландо и Форт-Лодердейл. Стефан Карл исполнил роль Гринча, Боб Лаудер роль Старого Макса, а Дженни Ганьон и Рэйчел Кацке роль Синди Лу.
В 2019 году постановка гастролировала по Северной Америке с концертами в Лас-Вегас, Невада, Денвер, Колорадо, Детройт, Мичиган. Филип Брайан исполнил роль Гринча, а Рэйчел Линг Гордон — Синди Лу.

### 2018: Мэдисон Сквер Гарден
Мюзикл шёл с 13 по 30 декабря в театре Hulu. Гринча сыграл Гэвин Ли из-за смерти Стефана Карла в августе 2018 года.

### 2019: тур по Великобритании
Британская премьера мюзикла состоялась во время турне, начавшегося в Новом Уимблдонском театре (1-3 ноября 2019 года), а затем в SEC Armadillo, Глазго (13-17 ноября), Motorpoint Arena, Кардифф (20-24 ноября), Эдинбургский фестивальный театр (26 ноября-1 декабря), Alexandra, Бирмингем (3-8 декабря) и Лоури, Солфорд (10 декабря — 5 января 2020 года).

### 2020: Спецвыпуск
Плохо принятая телеадаптация под названием «Музыкальный концерт Гринча!» состоялась 9 декабря 2020 года на канале NBC. Мэттью Моррисон играет Гринча, Денис О’Хэра играет Старого Макса, Бубу Стюарт играет Молодого Макса, а Амелия Минто играет Синди Лу.

## Музыкальные номера
| - «Who Likes Christmas?» — Citizens of Whoville - «This Time of Year» — Old Max and Young Max - «I Hate Christmas Eve» — The Grinch, Young Max and the Whos - «Whatchama Who» — The Grinch and the Little Whos - «Welcome, Christmas*» — Citizens of Whoville - «I Hate Christmas Eve (Reprise)» — The Grinch - «It’s the Thought That Counts» — The Citizens of Whoville - «One of a Kind» — The Grinch - «Now’s the Time» — Papa Who, Mama Who, Grandma Who, Grandpa Who | - «You’re a Mean One, Mr. Grinch*» — Old Max, Young Max and the Grinch - «Santa for a Day» — Cindy Lou Who and the Grinch - «You’re a Mean One, Mr. Grinch (Reprise)*» — Old Max - «Who Likes Christmas? (Reprise)» — Citizens of Whoville - «One of a Kind (Reprise)» — Young Max, The Grinch and Cindy Lou Who - «This Time of Year (Reprise)» — Old Max - «Welcome, Christmas (Reprise)*» — Citizens of Whoville - «Santa For a Day (Reprise)» — Company - «Who Likes Christmas? (Reprise)» — Company |

(*Музыка Альберта Хейга, слова доктора Сьюза)

## Актёрские составы
| Персонажи    | Бродвей (2006)               | Возрождение Бродвея (2007)     | Тур по США (2008)           | Тур по США (2010)          | Тур по Великобритании (2019)             | Тур по США (2019)  |
| ------------ | ---------------------------- | ------------------------------ | --------------------------- | -------------------------- | ---------------------------------------- | ------------------ |
| Гринч        | Патрик Пейдж                 | Патрик Пейдж                   | Стефан Карл Стефанссон      | Стефан Карл Стефанссон     | Эдуард Бейкер-Дюли                       |                    |
| Старый Макс  | Джон Каллум                  | Эд Диксон                      | Чарльз Дэнс                 | Боб Лаудер                 | Грегор Фишер                             |                    |
| Молодой Макс | Расти Росс                   | Расти Росс Эндрю Кинан-Болджер | Эндрю Кинан-Болджер         | Сет Базакас                | Мэтт Терри                               |                    |
| Синди Лу Кто | Николь Бокки Кэролайн Лондон | Кэролайн Лондон Афина Рипка    | Лекси ДеБлазио Майя Голдман | Карли Тамер Брук Линн Бойд | Исла Ги Софи Вудс Ив Корбишли Бебе Мэсси | Рэйчел Линг Гордон |
| Папа Кто     | Прайс Уолдман                | Аарон Галлиган-Стирле          | Аарон Галлиган-Стирле       | Бранс Корнелиус            | Алан Пирсон                              |                    |
| Мама Кто     | Кейтлин Хопкинс              | Тори Келли                     | Жаклин Пиро Донован         | Серена Брук                | Холли Дейл Спенсер                       |                    |
| Дедушка Кто  | Майкл МакКормик              | Дарин ДеПол                    | Харт, Стэн                  | Ноулз, Райан               | Дэвид Бардсли                            |                    |
| Бабушка Кто  | Ян Нойбергер                 | Ян Нойбергер                   | Розмари Лоар                | Ребекка Прескотт           | Карен Аско                               |                    |